# Chiamata di Matteo

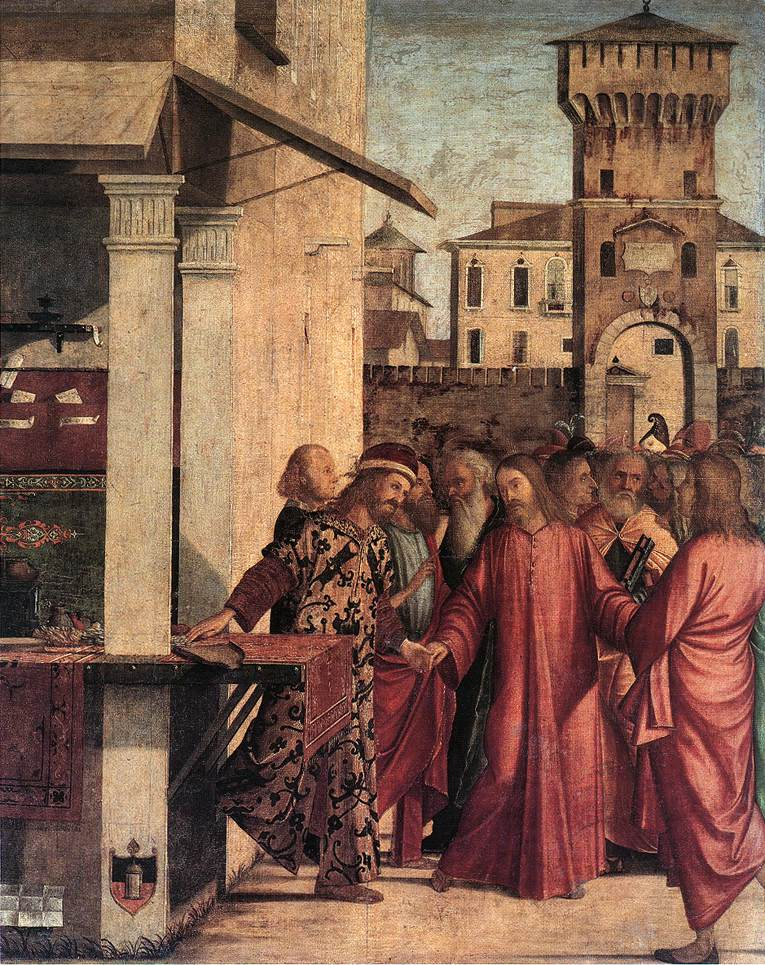
La chiamata di San Matteo, di Vittore Carpaccio, 1502.

La chiamata di Matteo è un episodio della vita di Gesù che compare nei tre vangeli sinottici, Mt 9,9–13, Mc 2,13–17 e Lc 5,27–28, e racconta del primo incontro tra Gesù e Matteo, all'epoca agente delle tasse, il quale divenne quindi discepolo del Nazareno.

## Narrazione
Secondo il vangelo di Matteo: "Quando Gesù si portò in quel luogo, vide un uomo di nome Matteo seduto come agente delle tasse. "Seguimi" gli disse e Matteo lo seguì."
Un agente delle tasse era all'epoca un lavoratore indipendente che collaborava col governo di Roma per la raccolta delle tasse, il quale guadagnava una percentuale su ciò che riscuoteva nell'area affidatagli; in realtà nel testo evangelico non è specificato se Matteo fosse un collettore di tasse per i romani o per Erode Antipa, il quale pure esigeva un dovuto, Cafarnao era infatti un'area molto trafficata, sia in numero di persone che in numero di mercanti. In ogni caso, Levi-Matteo era un individuo molto impopolare per come imponeva il suo lavoro.
Il termine greco τὸ τελώνιον (to telonion) è spesso tradotto con "collettore di tasse, pubblicano" ("agente delle tasse). La Bibbia CEI dice di Matteo che era "seduto al banco delle imposte". Secondo la traduzione di John Wycliffe, il fatto che egli fosse seduto suggerisce che il termine telonion indicasse "probabilmente un riscossore di tariffe anche per i beni in transito".
In tutti e tre i vangeli sinottici, questo episodio ha luogo poco dopo la guarigione del paralitico di Cafarnao ed è seguita dalla parabola del vino nuovo in botti vecchie. Nei vangeli di Marco e Luca, la persona chiamata è detta Levi, figlio di Alfeo secondo Marco (Luca non menziona il padre).
In tutti e tre i vangeli sinottici Gesù è quindi invitato ad un banchetto con molti altri collettori di tasse. I farisei a questo punto commentano il fatto così:

## Nell'arte
La chiamata di Matteo è stata soggetto di alcune opere d'arte tra cui:
- Vocazione di san Matteo (1599–1600) di Caravaggio, presso la cappella Contarelli nella chiesa di San Luigi dei Francesi a Roma;
- Hendrick ter Brugghen (1621);
- Juan de Pareja (1661).